# 4 Pułk Piechoty Liniowej (Francja)
4 pułk piechoty Liniowej Wielkiej Armii – jeden z francuskich pułków piechoty okresu wojen napoleońskich. Wchodził w skład Wielkiej Armii Cesarstwa Francuskiego.
Podczas wojny z Imperium Rosyjskim dowódcą pułku był płk Raymond de Fezensac.